# Palau del Marqués de Campo

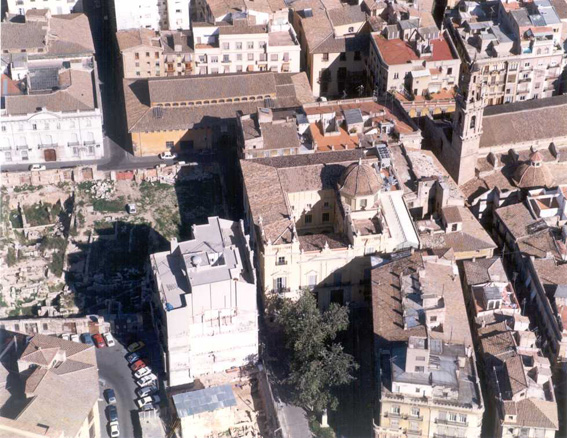
Vista aèria del Palau del Marqués de Campo o dels Berbedel

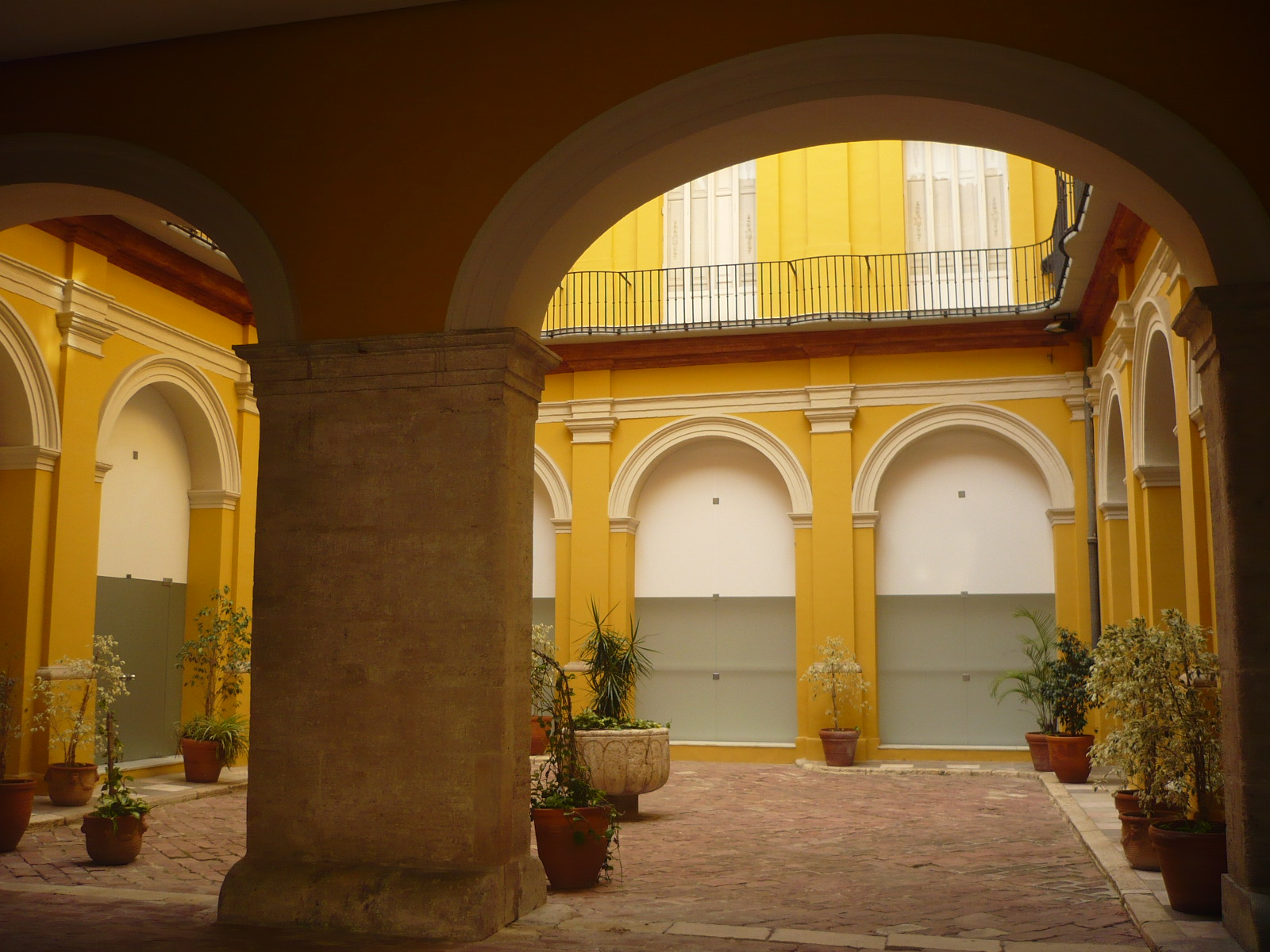
Pati interior

El Palau del Marqués de Campo o dels Berbedel se situa en la plaça de l'Arquebisbe n. 3 de la ciutat de València. Es tracta d'un edifici residencial construït en el segle xvii, amb obres realitzades en el segle xix. Allotja el Museu de la Ciutat.

## Història
L'antic casalot dels comtes d'Olocau va ser comprat, en 1840, per José Campo Pérez el primer marqués de Campo, qui va refer la façana conferint-li l'aspecte actual, i ho va ampliar amb habitatges confrontants, generant una unitat arquitectònica ben definida i articulada entorn del pati, si bé que amb extensions puntuals, com per exemple, la Capella o Oratori en edificacions veïnes vinculades a la mateixa propietat utilitzant una part d'aquestes per a la capella del Palau.
Les obres van ser dutes a terme per Manuel Ferrando en 1857. Posteriorment va ser adquirit pels comtes de Berbedel a qui es deu la decoració, restauració i condicionament de les sales interiors. En l'actualitat l'edifici del museu ocupa l'illa completa, després d'una ampliació sobre les edificacions que recauen al carrer dels Venerables, les quals, a pesar d'estar relacionades, no comparteixen la condició monumental de l'immoble matriu.

## Arquitectura
La façana del palau, actual entrada al museu, es compon d'un cos central flanquejat per dos de laterals que s'eleven amb una altura més a manera de torrasses. El cos central es configura amb dues obertures en cada planta, i està rematat per un frontó i balustrada. A continuació del palau es disposa la façana dels edificis confrontants, separades per una vidriera que a l'interior correspon amb l'espai denominat la Serré. Després de l'ingrés s'accedeix a un vestíbul que dona pas al pati central del palau. El pati és rectangular amb arcades en la part inferior. En el primer pis, en el costat paral·lel a la façana, hi ha un mirador; en els altres tres costats es desenvolupa una balconada correguda. A la dreta del pati es troba l'escala, la caixa de la qual es tanca amb una cúpula i dona pas a la planta superior. L'escala desemboca en un replà que dona pas a les diferents sales del Palau com el saló de ball o el saló Imperi, que en l'actualitat són sales expositives, conservant moltes d'elles la decoració original.
A través de les estances situades en aquest primer edifici es dona pas a les sales que es troben en les edificacions annexes. En aquestes sales es troben hui exposicions temàtiques de les col·leccions municipals. El Palau pròpiament dit, és a dir, fins al límit de l'espai envidrat, va ser restaurat en 1989, sota la direcció principal de l'arquitecte Manuel Portaceli Roig, amb la finalitat de donar alberg al Museu de la Ciutat de València. En una segona intervenció, en els anys 90 del mateix segle, es van incorporar els edificis confrontants, conservant la façana i buidant el seu interior, per al complementat funcional del programa expositiu i museístic de l'immoble.